# Martyna Kliszewska
Martyna Kliszewska (ur. 7 sierpnia 1974 w Wodzisławiu Śląskim) – polska aktorka i malarka.

## Życiorys
Absolwentka wydziału aktorskiego Państwowej Wyższej Szkoły Teatralnej im. Ludwika Solskiego w Krakowie na wydziale aktorstwa, Akademii Sztuk Pięknych w Łodzi na wydziale Malarstwa i Grafiki - studia podyplomowe, a także Wydziału Tkactwa Artystycznego w Państwowym Liceum Sztuk Plastycznych w Bielsku-Białej. Zadebiutowała w 1999 rolą Młodej w Proroku Ilji T. Słobodzianka w reżyserii M. Grabowskiego w Teatrze Nowym w Łodzi, z którym to teatrem związana była do 2005 roku. Grała również w Teatrze STU w Krakowie oraz  w Teatrze Kamienica w Warszawie.
Maluje obrazy, tworzy tkaninę artystyczną oraz asamblaż. W 2005 roku wystawiała swoje prace w krakowskiej galerii RED, oraz galerii sztuki użytkowej Opera w Warszawie. Obecnie współpracuje z Sopockim Domem Aukcyjnym. Jej prace znajdują się w kolekcjach prywatnych w Polsce, we Włoszech, Stanach Zjednoczonych, Francji oraz w Niemczech.
Jest laureatką nagrody Lwica Biznesu 2017 a także Diament Kobiecego Biznesu 2019 przyznawaną w plebiscycie Magazynu Law Business Quality. Jedna z bohaterek książki " Dziękuję ci za..." wydanej w Warszawie w 2019 r., a także " Kobiece twarze radlińskiej historii" Radlin 2018.
17 maja 2022 otrzymała tytuł Honorowego Obywatela Miasta Radlin. Jej mężem jest aktor Jakub Przebindowski.

## Filmografia
- 1997−2012: Klan − świadek na ślubie Beaty i Jacka
- 2001: Tam i z powrotem − pielęgniarka
- 2003−2005: Sprawa na dziś − Marlena, była prostytutka
- 2006−2008: Samo życie − dziennikarka (odc. 717); ekspedientka w salonie „Świat Dziecka” (1107)
- 2006: Plebania − kobieta (odc. 709 i 1174)
- 2006: Niania − mama (odc. 28)
- 2006: Kryminalni − asystentka Noireta (odc. 44)
- 2006: Dwie strony medalu − recepcjonistka w hotelu (odc. 10)
- 2007: Magda M. − Julita Walewska
- 2007: I kto tu rządzi? − Marianna Solipska (odc. 29)
- 2007: Daleko od noszy − aktorka grająca Dorotę w serialu „Wichry przeznaczenia” (odc. 110)
- 2008: Teraz albo nigdy! − urzędniczka (odc. 20)
- 2008−2010: M jak miłość − sąsiadka Olgi, mama Patryka (odc. 592); Bednarska, klientka Budzyńskiego (odc. 770 i 771)
- 2008: Czas honoru − kobieta z dzieckiem w łapance (odc. 3)
- 2008−2012: Barwy szczęścia − Paulina, dziennikarka w redakcji „Damy”
- 2009: Sprawiedliwi − siostra Marta
- 2009: Królowa śniegu − Marta Gross w młodości
- 2010: Licencja na wychowanie − znajoma Romy (odc. 62)
- 2010−2011: Przepis na życie − mama Kacpra
- 2011: Ojciec Mateusz − sprzedawczyni w księgarni (odc. 66)
- 2013: 2XL − Diana Mozol (odc. 6 i 9)
- 2014: Przyjaciółki − nauczycielka Stasia i Franka (odc. 27)

## Role teatralne
- Prorok Ilja – Tadeusz Słobodzianek; reżyseria: Mikołaj Grabowski; PWST Kraków (data premiery: 1998-11-12)
- Pułapka – Tadeusz Różewicz; reżyseria: Paweł Miśkiewicz ; PWST Kraków (data premiery: 1999-04-12)
- Prorok Ilja – Tadeusz Słobodzianek; reżyseria: Mikołaj Grabowski; Teatr Nowy Łódź (data premiery:	1999-11-12)
- Zamęt albo Hurlyburly – Rabe David; reżyseria: Jacek Orłowski; Teatr Nowy Łódź (data premiery: 2000-02-27)
- Robinson Cruzoe – Defoe Daniel; reżyseria: Ondrej Spišák; Teatr Nowy Łódź (data premiery:	2000-12-08)
- Sen pluskwy – Tadeusz Słobodzianek; reżyseria: Kazimierz Dejmek; Teatr Nowy Łódź (data premiery: 2001-09-15)
- Go-Go czyli neurotyczna ... – Program rozrywkowy; reżyseria: Łukasz Kos; teatr: Teatr Nowy Łódź (data premiery: 2001-10-04)
- Zazdrość na trzy faksy – Esther Vilar; reżyseria: Aldona	Figura; Teatr Nowy Łódź (data premiery:	2001-11-09)
- Wesele Figara – Pierre A. Beaumarchais; reżyseria: Ondrej Spišák; Teatr Nowy Łódź (data premiery:	2002-04-07)
- Czarująca szewcowa – Federico Garcia Lorca; reżyseria: Jan Polewka; Teatr Nowy Łódź (data premiery: 2003-02-20)
- Obrona Sokratesa – Platon; reżyseria: Grzegorz Królikiewicz; Teatr Nowy Łódź (data premiery: 2004-11-12)
- Tajemniczy ogród – Burnett Frances Hodgson; reżyseria: Karol Suszka; Teatr Nowy Łódź (data premiery: 2004-12-12)
- Go-Go, czyli neurotyczna ... – Jakub Przebindowski; reżyseria: Łukasz Kos; Krakowski Teatr Scena STU Kraków (data premiery: 2005-03-08)
- Szalona Greta – Grochowiak Stanisław; reżyseria: Marek Pasieczny; Teatr Nowy Łódź (data premiery:	2005-04-09)
- SZ jak Szarik – Jakub Przebindowski; reżyseria: Jacek Sołtysiak; Towarzystwo Teatrum Warszawa (data premiery: 2007-10-24)
- Botox – Jakub Przebindowski; reżyseria: Emilian Kamiński; Teatr Kamienica Warszawa (data premiery: 2009-09-11)
- Antoine – Jakub Przebindowski; reżyseria: Jakub Przebindowski; przedstawienie impresaryjne (data premiery: 2010-10-04)
- Hiszpańska Mucha – James Lee Astor; reżyseria: Jakub Przebindowski; Teatr Kamienica w Warszawie (data premiery: 2013-02-09)
- Zazdrość - Esther Vilar; reżyseria Jakub Przebindowski; Teatr Kamienica w Warszawie (data premiery 2015-11-24)
- Być  jak Elizabeth Taylor - Jakub Przebindowski; reżyseria Jakub Przebindowski; Teatr Imka w Warszawie (data premiery: 2016-09-07)
- FRIDA Życie Sztuka Rewolucja- Jakub Przebindowski; reżyseria Jakub Przebindowski; Prom Kultury Saska Kępa (data premiery: 2017-10-26)
- Znaczek Miłości"- Jakub Przebindowski; reżyseria Jakub Przebindowski Teatr Imka (data premiery: 2022-03-25)

## Wystawy indywidualne
- Malarstwo Tkanina Asamblaż – Galeria RCKCH Rybnik 2014
- W głębi ogrodu – Galeria Oblicza Rybnik 2015
- Perpetuum nature Galeria Kuratorium Warszawa 2015
- Wrzosowiska XX Festiwal Gwiazd w Międzyzdrojach 2015
- Kwiatosfera Galeria Towarzystwa Zachęty Sztuk Pięknych Konduktorownia Częstochowa 2016
- Kwiatoobieg Galeria MBP Zamostek Opole 2016
- Kwiaty i pejzaże Galeria TDK Tarnobrzeg 2018[4]
- UrbanOrganic Galeria TA3 Warszawa 2019
- Carrara Gardens Galeria Sztuki POSK Londyn 2019
- Carrara Gardens Galeria TA3 Warszawa 2020
- Zielnik Galeria Prom Kultury Warszawa 2021
- Walk Away Galeria Cael Mediolan 2022
- Discovering Diversity Gallery Young Polish Art Monaco 2022
- Malarstwo Shot Gallery24 Warszawa 2022